# Ксантофіл

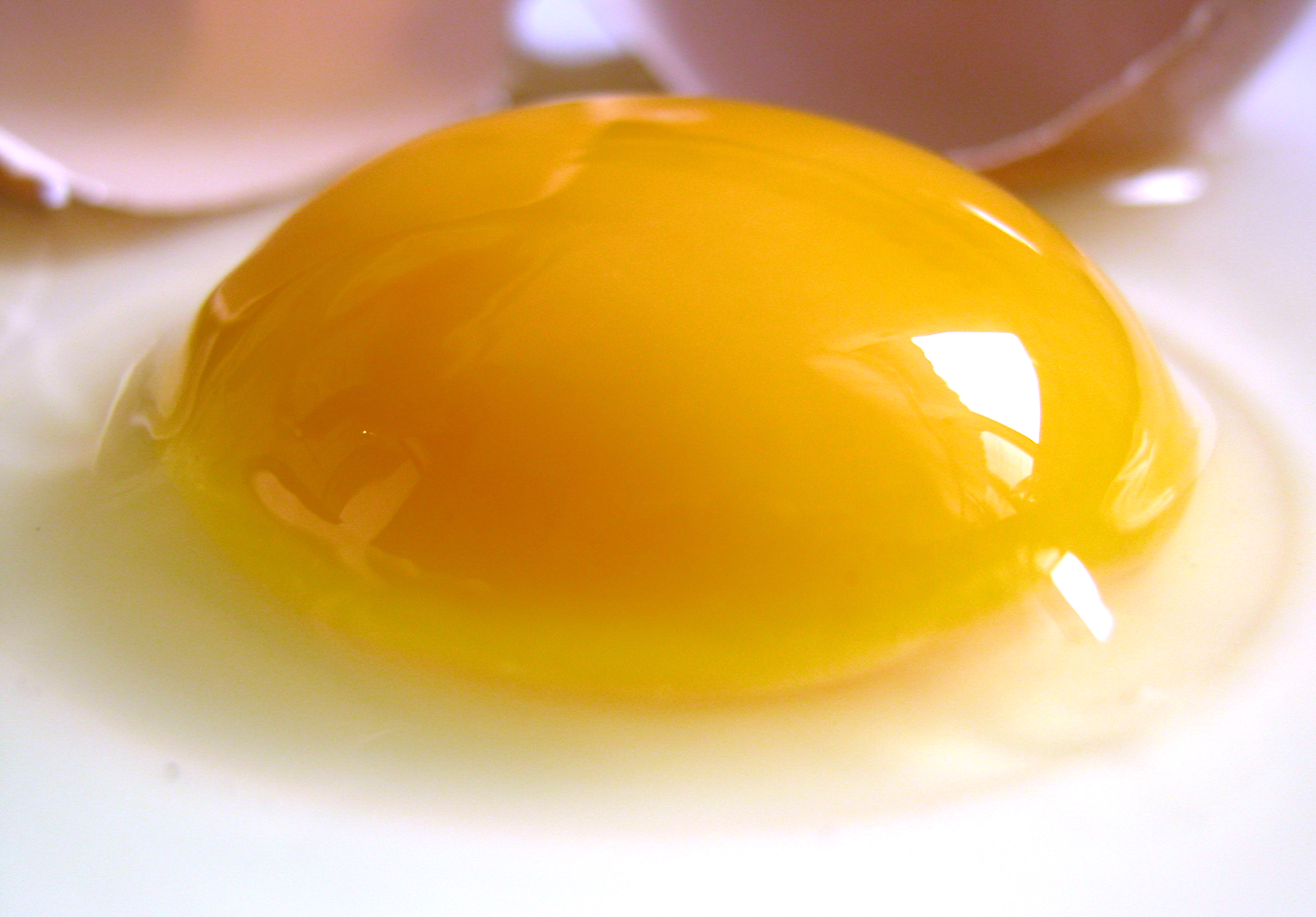
Характерне забарвлення яєчного жовтка вказує на наявність лютеїну і є типовим кольором лютеїну або зеаксантину ксантофілу.

Ксантофіли (спочатку філоксантини) — пігменти жовтого кольору, які широко зустрічаються в природі та утворюють один із двох основних відділів каротиноїдної групи; інший відділ утворений каротинами . Назва походить від грецького xanthos (ξανθός , «жовтий») та phyllon (φύλλον , «лист»), саме вони утворюють жовту смугу, що спостерігається на ранній хроматографії пігментів листя .

## Молекулярна структура

Хімічна структура криптоксантину. Ксантофіли зазвичай мають у своєму складі кисень у вигляді гідроксильної групи.

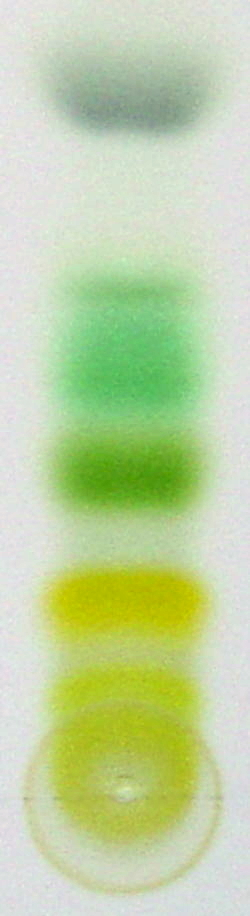
Тонкошарова хроматографія використовується для розділення компонентів рослинного екстракту, ілюструючи експеримент рослинними з пігментами, що і дало назву хроматографії. Ксантофіли рослин утворюють яскраво-жовту смугу поруч із зеленою

Оскільки ксантофіли та каротини обидва є каротиноїдами, то вони мають схожу будову, проте ксантофіли містять атоми кисню, тоді як каротини — це суто вуглеводні, які не містять кисню. Їх вміст кисню призводить до того, що ксантофіли більш полярні (за молекулярною структурою), ніж каротини, і спричиняють їх відділення від каротинів у багатьох типах хроматографії . (Каротини зазвичай більш помаранчевого кольору, ніж ксантофіли.) Ксантофіли включають кисень у своєму складі або у виглядігідроксильних груп та / або як атоми водню, заміщені атомами кисню, які виступають мостом для утворення епоксидів .

## Поширення в природі
Як і інші каротиноїди, у найбільшій кількості ксантофіли містяться в листі більшості зелених рослин, де вони виступають в якості модуляторів світлової енергії і, можливо, служать нефотохімічним квенчуючим засобом для боротьби з триплетним хлорофілом (збуджена форма хлорофілу)   , яка виробляється у надлишку при високому рівні світла під час фотосинтезу. Ксантофіли, знайдені в тілах тварин, включаючи людей, і в дієтичних продуктах тваринного походження, в кінцевому підсумку були отримані з рослинних джерел у раціоні тварини. Наприклад, жовтий колір курячих яєчних жовтків, жиру та шкіри походить від поглинутих ксантофілів — насамперед лютеїну, який для цього додають в корм курам.
Жовтий колір жовтої плями на сітківці ока людини є результатом присутності лютеїну та зеаксантину . Знову ж таки, обидва ці специфічні ксантофіли не утворюються в організмі людини, а тому потребують зовнішнього джерела в раціоні, щоб бути присутнім у людському оці. Вони захищають око від іонізуючого світла (синього та ультрафіолетового), яке вони поглинають; проте ксантофіли не беруть участі у самому механізмі зору, оскільки вони не можуть бути перетворені в ретінал (також його називають ретинальдегідом або альдегідом вітаміну А). Вважається, що їх фізичне розташування в жовтій плямі є причиною фігури Гайдінгера — ентоптичного феномену, що дозволяє сприймати поляризоване світло.

## Приклади сполук
До групи ксантофілів належать (серед багатьох інших сполук) лютеїн, зеаксантин, неоксантин, віолаксантин, флавоксантин та α- та β- криптоксантин . Остання сполука є єдиним відомим ксантофілом, який містить бета-іононове кільце, і таким чином β- криптоксантин є єдиним ксантофілом, який, як відомо, володіє провітамінозною активністю для ссавців. Але навіть він є вітаміном лишн для травоїжних ссавців, які мають ферментом, щоб створювати ретінал з каротиноїдів, які містять бета-іонон (у деяких м'ясоїдів цього ферменту немає). У інших видів, окрім ссавців, деякі ксантофіли можуть перетворюватися на гідроксильовані аналоги ретіналу, які беруть участь безпосередньо в механізмі зору. Наприклад, за винятком деяких мух, більшість комах використовують R-ізомер ксантофілу 3-гідроксиретиналу, для того щоб бачити, що означає, що β- криптоксантин та інші ксантофіли (такі як лютеїн та зеаксантин) можуть функціонувати як форми візуального «вітаміну А» для них, а каротини (наприклад, бета-каротин) ні.

## Ксантофільний цикл

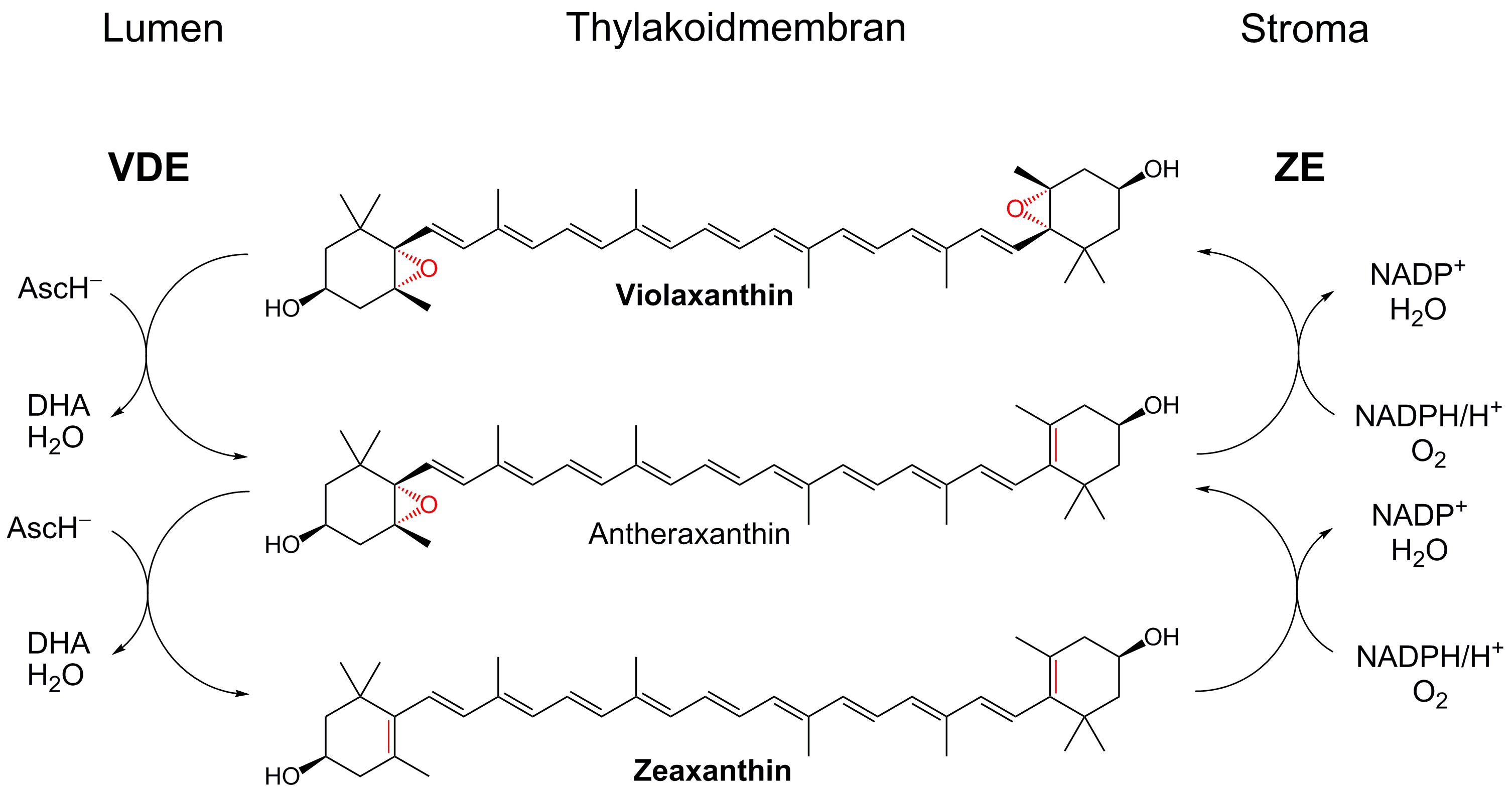
Цикл ксантофілу

Ксантофільний цикл включає ферментативне видалення епоксидних груп з ксантофілів (наприклад віолаксантин, агтераксантин, діадіноксантин) для створення так званих де-епоксидованих ксантофілів (наприклад діатоксантину, зеаксантин). Було виявлено, що ці ферментативні цикли відіграють ключову роль у стимулюванні розсіювання енергії всередині світлозбиральних білкових антен, шляхом нефотохімічного квенчування — механізму зменшення кількості енергії, що досягає центрів фотосинтетичної реакції. Нефотохімічне квенчування — один з основних способів захисту від фотоінгібування . У вищих рослинах є три каротиноїдні пігменти, активні в ксантофільному циклі: віолаксантин, антераксантин та зеаксантин. Під час легкого стресу віолаксантин перетворюється на зеаксантин через проміжний антигераксантин, який відіграє пряму фотозахисну роль, виконуючи функцію ліпідзахисного антиоксиданту та стимулюючи нефотохімічне квенчування всередині білків, що збирають світло. Це пертворення віолаксантину в зеаксантин здійснюється ферментом віолаксантин де-епоксидазою, тоді як зворотна реакція здійснюється зеаксантиновою епоксидазою.
У діатомах та динофлагеллятах ксантофіловий цикл складається з пігменту діадіноксантину, який перетворюється на діатоксантин (діатом) або диноксантин (динофлагелати) в умовах високої освітленості.
Райт та ін. (Лютий 2011 р.) Встановив, що «Збільшення кількості зеаксантину, схоже, призводить до зменшення кількості віолаксантину в шпинаті», і прокоментував, що розбіжність може бути пояснена «синтезом зеаксантину з бета-каротину», проте вони зазначили, що, для вивчення цієї гіпотези потрібне подальше дослідження.

## Харчові джерела
Ксантофіли містяться у всіх молодих листках і в етіольованих листках. Приклади інших джерел з великою кількістю ксантинофілів включають папаю, персики, чорнослив та кабачки, які містять лютеїн та його похідні. Капуста містить близько 18 мг лютеїну та зеаксантину на 100 г, шпинат - близько 11 мг / 100 г, петрушка - близько 6 мг / 100 г, горох - близько 3 мг / 110 г, кабачки - близько 2 мг / 100 г, а фісташки - близько 1 мг / 100 г.